# Takehiko Inoue
Pour les articles homonymes, voir Inoue.
Takehiko Inoue (井上 雄彦, Inoue Takehiko) est un dessinateur de manga japonais. Il est né le 12 janvier 1967 à Ōkuchi dans la préfecture de Kagoshima au Japon.

## Biographie
Takehiko Nariai est né le 12 janvier 1967 à Ōkuchi,.
Pendant ses études, il joue dans le club de basket-ball de son lycée et devient capitaine de l'équipe. Également passionné de dessin, il décide de devenir mangaka. Inoue ira également à l'université mais ne finit pas ses études.
En 1988, il gagne le Prix Tezuka qui récompense ses débuts prometteurs comme mangaka lors d'un concours organisé par la Shūeisha avec Kaede Purple sur le thème du basket, qui est ensuite prépublié dans Weekly Shōnen Jump). Après cette publication, Inoue décide d'emménager à Tokyo, où il travaille pendant 10 mois en tant qu'assistant de Tsukasa Hōjō sur City Hunter. En 1989, il réalise son premier manga, Chameleon Jail (カメレオンジェイル), prépublié dans Weekly Shōnen Jump.
Commence ensuite, sous son nom de plume Takehiko Inoue, Slam Dunk (スラムダンク, Suramu danku) – prépublié dans Weekly Shōnen Jump de 1990 à 1996 – son plus grand succès, tiré à plus de 170 millions de tomes . Le manga est ensuite adapté à la télévision dans une série d'animation de 101 épisodes ainsi qu'en films d'animation.

Ce succès permis à la carrière d'Inoue d'exploser et d'être l'un des mangaka les plus célèbres et parmi les mieux payés du Japon[réf. nécessaire]. Il fut aussi l'un des premiers auteurs capables d'acquérir ses propres droits, les retirant ainsi à la Shueisha. C'est alors son propre label I.T. Planning, Inc. qui s'occupe de gérer l'exploitation commerciale de ses œuvres.[réf. nécessaire]
Il publie en 1996 sur Internet, Buzzer Beater, manga tout en couleurs sur le basket dans un cadre de science-fiction avec des tournois intergalactiques, inspirés de Space Jam. Il publie également quelques histoires courtes en one shot : Akagasuki (1990), BabyFace (1992), Hang Time (1993), Pierced Earing (1998), Tokaimon (1999).

En 1998, il participe comme character design d'un jeu vidéo sur PlayStation : One on One, un jeu de basket.
Depuis 1999, il publie sur un rythme irrégulier, Real, un autre manga toujours sur le basket mais dans un contexte différent : ce sont des handicapés qui jouent au basket sur des fauteuils roulants. Inoue connait bien les personnes en situation de handicap, et explique en détail la surdité dans Vagabond à partir du tome 14.
Il continue de dessiner le manga Vagabond entamé en 1998, adaptation assez libre du roman diptyque de Eiji Yoshikawa La Pierre et le Sabre / La Parfaite Lumière, basé sur la vie du plus célèbre des samouraïs, Miyamoto Musashi. Manga pré publié toutes les semaines dans la revue Morning, et pour lequel il a reçu le Prix du manga Kōdansha en 2000, catégorie Général (seinen).
Il écrit également tous les mois un article nommé « Show Time » sur la NBA dans le magazine Young Jump.

En 2007, il participe au character design du jeu vidéo d'aventure Lost Odyssey dirigé par Hironobu Sakaguchi.
En 2021 Takehiko Inoue est l'un des six juges du prestigieux Prix Tezuka au côté d'autres grands auteurs et dessinateurs de manga tels qu'Akira Toriyama et Eiichiro Oda. Le conseil qu'il donna aux participants fut le suivant « S’il me fallait choisir un aspect important de l’écriture d’un manga, ce serait d’imaginer un personnage unique en son genre, un personnage captivant. Il est aussi préférable d’avoir un certain niveau de réalisme dans le monde où le personnage évolue. »
Inoue aime traîner dans les librairies et continue à jouer au basket-ball avec son équipe, les Take-chan, même si son niveau est toujours aussi moyen, voire mauvais. Il aime regarder la NBA à la télévision, et son équipe favorite est celle des Los Angeles Lakers. Inoue est marié et sa femme s'appelle Miyuki.[réf. nécessaire]

## Œuvres

### Séries
- 1990 à 1996 - Slam Dunk
- Depuis 1998 - Vagabond
- Depuis 1999 - Real

### One shot
- 1990 : Akagasuki
- 1992 : BabyFace
- 1993 : Hang Time
- 1998 : Pierced Earing
- 1999 : Tokaimon

### Livres d'illustrations
- 1997 : Inoue Takehiko Illustrations[6]
- 2008 : Water[7]
- 2008 : Sumi[8]
- 2020 : Slam Dunk Illustrations 2 Plus[9]

### Internet
- 1996 - Buzzer Beater

### Jeux
- 1998 - character designer dans One on One[10] (jeux de basket)
- 2007 - character designer dans Lost Odyssey (jeu de rôle).

## Récompense
- 1988 - Prix Tezuka pour Kaede Purple
- 1995 - 40e Prix Shōgakukan catégorie Shōnen pour Slam Dunk
- 2000 - Grand Prix du 4e Agency for Cultural Affairs Media Arts Festival[11]
- 2002 - Grand Prix du 6e Prix culturel Osamu-Tezuka